# Port Salerno
Port Salerno statisztikai település az USA Florida államában, Martin megyében. Lakosainak száma 10 401 fő (2020. április 1.).

## Népesség
A település népességének változása:

| 2010 | 10 091 |
| 2020 | 10 401 |